# Luison

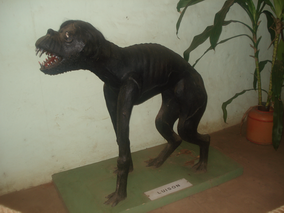
Representação de um Luisõ.

O Luisõ ou Luisón (em espanhol) é uma criatura da mitologia guarani, sétimo e último filho varão de Tau e Keraná, detentora do poder sobre a morte. É próprio do patrimônio cultural do Paraguai, sul de Mato Grosso, Sul da Bolívia, Nordeste Argentino e Norte Uruguaio. Acredita-se que seja semelhante a um lobo sul-americano ou a um macaco de olhos vermelhos, com barbatanas de peixe e um enorme falo (de anta). Seu nome é derivado do nome de outra criatura mitológica similar, o lobisomem.
Também conhecido pelos nomes de Juicho e Lobizón, como filho varão de Tau e Keraná, caiu sobre ele uma maldição transmitida por seus progenitores: nas noites de lua cheia de sexta-feira e/ou terça-feira, o indivíduo se transformava em uma criatura com metade das características de um cachorro muito grande e um homem (outras vezes, também, possuía as características de um porco). A origem do mito é em Paraguai em Cerro Yaguarón
O Luisón é sétimo filho de Tau e Karaná. O mito diz que quando uma família tem sete filhos, o último irá para Luisón quando atingir a adolescência e irá cavar cemitérios em busca de cadáveres para comer e brincar, ele também viaja em busca de excremento de galinha ou galinhas para comer eles e bebês humanos recém-nascidos que são sua comida favorita